# Slowaakse Nationale Raad
De Slowaakse Nationale Raad was een clandestiene organisatie in Slowakije opgericht in december 1943. Het was een verbond tussen de Slowaakse communisten en protestanten om een opstand te ontketenen tegen het regime van Jozef Tiso, dat collaboreerde met nazi-Duitsland. Ze planden de omverwerping van het regime en de Slowaakse republiek en de stichting van een nieuwe, federale Tsjecho-Slowaakse republiek. Ze konden rekenen op steun van verschillende hoge officieren binnen het Slowaakse leger.
Nadat het Slowaakse regime in augustus 1944 de hulp van Duitse troepen had ingeroepen om partizanen te bestrijden, brak de Slowaakse Nationale Opstand uit. De opstand werd na twee maanden neergeslagen maar al snel werd de Slowaakse republiek omver geworpen door het oprukkende Rode Leger. De wens van de Slowaakse Nationale Raad om een federale staat te stichten met een gelijkwaardige rol voor Tsjechen en Slowaken werd wel niet ingewilligd. De Derde Tsjecho-Slowaakse Republiek werd een eenheidsstaat.